# Dragovci
Dragovci su naseljeno mjesto u Republici Hrvatskoj u općini Nova Kapela u Brodsko-posavskoj županiji. 

## Zemljopis
Dragovci se nalaze na sjevero od Nove Kapele na cesti prema Požegi. Susjedna naselja su Ratkovica na sjeveru, Brodski Drenovac na istoku, Batrina na jugu i Stara Kapela na zapadu.

## Stanovništvo
Prema popisu stanovništva iz 2011. godine Dragovci su imali 362 stanovnika. 
| broj stanovnika | 280   | 280   | 277   | 336   | 400   | 439   | 496   | 543   | 609   | 613   | 624   | 619   | 609   | 604   | 495   | 362   | 264   |
|                 | 1857. | 1869. | 1880. | 1890. | 1900. | 1910. | 1921. | 1931. | 1948. | 1953. | 1961. | 1971. | 1981. | 1991. | 2001. | 2011. | 2021. |